# 西垣匠
西垣 匠（にしがき しょう、1999年〈平成11年〉5月26日 - ）は、日本の俳優。石川県出身。本名は、西垣匠一郎（にしがき しょういちろう）。東宝芸能所属。

## 略歴
白山市立北星中学校を経て、石川県立金沢桜丘高等学校から指定校推薦で慶應義塾大学法学部政治学科に入学。
2019年、大学2年生の時に友人の推薦で出場した「ミスター慶應コンテスト」でグランプリを獲得する。複数の事務所からスカウトを受けたが、当時は芝居がどういうものか分かっていなかったため名刺だけ貰い一旦断った。しかしその後「なんか楽しそうだな、テレビに出るってカッコいいな」という気持ちが芽生え、1年間芸能事務所に研修生として演技レッスンを受けるが、本採用では不合格となる。
2020年末、俳優になることを諦めきれず悩んでいたところ、現在のマネージャーにスカウトされ、東宝芸能に所属。2020年12月23日が公式のデビュー日である。
2021年、テレビドラマ『夢中さ、きみに。』出演で俳優デビュー。
2022年、舞台『薔薇とサムライ2 海賊女王の帰還』に出演。劇団☆新感線初参加にて、初の舞台出演となった。

## 人物
- 趣味は、ゲーム・お笑い鑑賞[2]・エゴサーチ。
- 特技は、フェンシング[2]。小学校3年生のときに父親の指導のもとフェンシングを始め、高校にはフェンシング部がなかったため父親が指導をしている学校まで通い習っていた。（ちなみに 西垣の父は、パリ五輪フェンシング女子・エペのコーチを務めている。）高校時代には、ユース枠で日本代表に選ばれており[10]、石川県高校総体個人エペ優勝、北信越高校総体個人エペ優勝、全国総体フェンシング競技大会個人エペ6位の成績を残している。
- 高校生の時には、その華やかな容姿から学校内で学年問わず人気があり、フェンシングの成績表彰等で全校集会で表に立ったり、校内新聞に掲載されるなど校内で有名であった。高校3年時の文化祭では、ツーショットを望む生徒が多く行列を成すほどであった。
- 幼少期はトビー・マグワイア主演の映画『スパイダーマン』シリーズの影響で、俳優ではなく映画監督などの裏方に興味を持っていた[11]。
- 目標としている俳優は、岡田将生。
- 芸能人での初めての友人は、ドラゴン桜で共演した西山潤[4]。
- みなと商事コインランドリーで共演した草川拓弥とは、顔が似ていると大学生時代に言われており、共演前から存在を知っていた。
また、共演後は草川が所属する超特急のライブを訪れ[12]、MC中に草川に紹介された。その際、その場にいた8号車（超特急のファン名称）全員が自分の方に注目したため、「今後これほど一気に注目を集める瞬間は無いと感じた」と話している。（2022年7月6日実施「みなしょー！初回放送直前コラボインスタライブ」より[13]）
2022年の誕生日にはドラマ撮影前に草川から赤のNIKEのスニーカーをプレゼントされ、次の日の撮影や前述のインスタライブでも履いて愛用している[14]。
- 普段はとても温厚でカッコ良さとあざと可愛いさを持ち合わせている。その上でヤンキーや好青年など多様な役柄を演じているため、出演作がまださほど多くない中でもカメレオン俳優と呼ばれている。
- MBTI診断(質問内容変更前)では、“ISTP−巨匠−”という結果が出たと報告している。(2023年4月3日に西垣匠のアカウントで行われたインスタライブ「#細田西垣山定例会」より)
  - 質問内容の変更があったため再度MBTI診断をすると“INTP−論理学者−”という結果が出たと報告している。(2023年6月16日 西垣匠公式Instagramのストーリーより）
- 朝食は、納豆ご飯か食べないかの二択。
- 好きな食べ物は、ラーメン。
- 北國新聞社が石川県と富山県で発刊している「月刊北國アクタス」では、2022年4月号から現在まで「匠心者のホンネ」というエッセイを連載し、自身のプライベートや撮影時の裏側等を綴っている。西垣は過去に何度も表紙を飾っている。
- 同郷で同事務所に所属している浜辺美波(年齢は西垣の方が上だが、芸歴は浜辺の方が長い)とは、2024年11月22日公開の「六人の嘘つきな大学生」で浜辺らと競い合う就活生役で初共演を果たした。浜辺がInstagramのストーリーに、西垣のファースト写真集「匠-sho-」をもらったと写真で報告するなど、“同郷”交流の様子を見せている。(2023年10月11日 浜辺美波公式Instagramのストーリーより）

## 出演

### テレビドラマ
- 夢中さ、きみに。最終話（2021年2月5日、MBS） - 妹尾正広 役
- 西荻窪 三ツ星洋酒堂（2021年2月12日 - 3月19日、MBS） - 雨宮涼一朗（高校時代） 役
- ドラゴン桜 第2シリーズ（2021年4月25日 - 6月27日、TBS） - 岩井由伸 役[15]
- 消えた初恋（2021年10月9日 - 12月18日、テレビ朝日） - 仲林大翔 役[16][17]
- 鹿楓堂よついろ日和 第5話 - 最終話（2022年2月12日 - 3月19日、テレビ朝日） - 花岡千利 役[18]
- みなと商事コインランドリー（2022年7月7日 - 9月22日、テレビ東京） - 香月慎太郎 役[19]
  - みなと商事コインランドリー2（2023年7月6日 - 9月21日、テレビ東京）[20][21]
- ハマる男に蹴りたい女（2023年1月14日 - 3月18日、テレビ朝日） - 武田直樹 役[22]
- とりあえずカンパイしませんか? 第1話（2023年3月2日、テレビ東京） - 晴人 役[23]
- 私がヒモを飼うなんて（2023年3月29日 - 5月17日、TBS） - 桐谷森生 役[24]
- グランマの憂鬱 第1話（2023年4月8日、東海テレビ・フジテレビ） - 森田達也 役
- 風間公親-教場0- 第3話（2023年4月24日、フジテレビ） - 一色楓太 役
- ペンディングトレイン-8時23分、明日 君と 第4話 - 第9話（2023年5月12日 - 6月16日、TBS） - 加古川辰巳 役[25]
- 転職の魔王様 第6話（2023年8月21日、関西テレビ・フジテレビ） - 小池 役[26]
- 時をかけるな、恋人たち（2023年10月10日 - 12月19日、関西テレビ・フジテレビ） - 広瀬航 役[27]
- 春になったら（2024年1月15日 - 3月25日、関西テレビ・フジテレビ） - 黒沢健 役[28]
- マルス-ゼロの革命- 第1話（2024年1月23日、テレビ朝日） - 澤井玄樹 役[29]
- 土曜はナニする!? イケドラ（2024年3月2日 - 30日、関西テレビ・フジテレビ） - 主演[30]
- 訳アリ女ダイアリー（2024年3月2日、TBS） - 内藤卓志 役[31]
- 高額当選しちゃいました（2024年3月23日、フジテレビ） - 今川優人 役[32]
- 顔に泥を塗る（2024年7月13日 - 9月21日、テレビ朝日） - 結城悠久 役[33]
- 海に眠るダイヤモンド（2024年10月20日 - 12月22日、TBS） - ライト 役[34]
- わたしの宝物 第3話 - 最終話（2024年10月31日 - 12月19日、フジテレビ） - 下原隼人 役[35]
- 初めましてこんにちは、離婚してください（2024年11月8日 - 12月27日、MBS） - 天宮翔平 役[36]
- 財閥復讐〜兄嫁になった元嫁へ〜（2025年1月6日 - 3月10日、テレビ東京） - 佐竹玲央 役[37]
- 正直不動産ミネルヴァ Special（2025年2月5日、NHK BS）- 豹堂レオン 役[38][39]
- アポロの歌（2025年2月19日 - 4月2日、MBS・TBS） - 下田 役[40]
- 世界は元素でできている（2025年3月8日、NHK Eテレ） - カルシウム 役[41]
- 続・続・最後から二番目の恋 第3話 - 最終話（2025年4月28日 - 6月23日、フジテレビ） - 木村優斗 役[42]
- 最後の鑑定人 第4話（2025年7月30日、フジテレビ） - 戸木隼人 役[43]

### ウェブドラマ
- チェンジ（2022年8月3日、YouTube） - 六原十乃介 役
- とりあえずカンパイしませんか?～アテのない男たち～ 第1話[23]
- まだゆめをみていたい（2024年7月26日〈予定〉 - 、Hulu） - 叶人 役[44]

### ラジオドラマ
- FMシアター「僕の夢はアナウンサー」（2022年2月5日、NHK-FM） - 梅田海斗役[45]

### 映画
- 今夜、世界からこの恋が消えても（2022年7月29日公開、東宝） - 三枝 役[46][47]
- アキラとあきら（2022年8月26日公開、東宝） - 尾野 役[48]
- わたしの幸せな結婚（2023年3月17日公開、東宝） - 岡部秀太 役[49]
- ゴジラ-1.0（2023年11月3日公開、東宝）
- 映画 マイホームヒーロー（2024年3月8日公開、ワーナー・ブラザース映画） - 榎木 役[50]
- みーんな、宇宙人。（2024年6月7日公開、エクストリーム） - ショウ 役[51]
- 六人の嘘つきな大学生（2024年11月22日公開、東宝） - 袴田亮 役[52]
- 隣のステラ（2025年8月22日公開予定、東宝） - 新堂理生 役[53][54]
- ソニックビート（公開日未定、東宝） - 主演・イサオ 役[55]

### 舞台
- 劇団☆新感線　薔薇とサムライ2 ー海賊女王の帰還ー（2022年 9月 - 12月、新橋演舞場ほか）- ベルナルド・アミスタ 役

### バラエティ番組
- お願い!ランキング「忌憚ナク蔵」（2021年10月13日 - 、テレビ朝日）
- あざとくて何が悪いの?「あざと連ドラ」（2022年4月3日 - 5月22日、テレビ朝日） - 前田英治 役[56]

### MV
- SEKAI NO OWARI「YOKOHAMA blues」（2021年）[57]
- リュックと添い寝ごはん「恋をして」（2023年）
- ano 「愛してる、なんてね。」 (2024年)

### CM
- PlayStation「彼がプレイしている人気ゲームは？ 篇」（2022年）
- 大塚製薬「オロナミンCドリンク フレフレ！ごーごー！篇」（2022年）
- 井田ラボラトリーズ「CANMAKE 本屋篇」（2022年）
- 丸美屋食品工業「かけうま！」シリーズ 「カケル君」篇（2023年）
- TOHOシネマズ「空気を震わせるサウンド体験“轟音シアター”」（2023年）
- リクルートマーケティングパートナーズ「ゼクシィ」（2025年）[58]

### その他
- 金沢マラソン2022（2022年） - 公式サポーター[59][60]

## 作品

### 連載
- 月刊北國アクタス「匠心者のホンネ」（2022年3月20日 -、北國新聞社）
- TV LIFE 「#SHOTIME」(2023年9月13日 -)

### 写真集
- 西垣匠ファースト写真集「匠-sho-」（2023年9月29日、主婦と生活社）[61]